# Folkloristika
Folkloristika je interdisciplinarna veda o folklori (ljudskem duhovnem in materialnem izročilu), povezana z etnologijo in s filologijo.
Slovstvena folkloristika raziskuje slovstveno folkloro, tj. umetnost govorjenega jezika, ki je poleg literature (umetnost knjižnega jezika) sestavina besedne umetnosti. Življenje ji daje tradicija, sporočilo se prenaša ustno, zgolj po spominu, in živi le, če se aktualizira v kratkotrajnih presledkih. Zanjo je značilna variabilnost. Njene terminološke vzporednice, ki so danes že zastarele, so: narodno blago, ustno slovstvo, tradicionalno (tradicijino) slovstvo in ljudsko slovstvo.

## Pobude za zbiranje in raziskovanje
Začetek zbiranja ljudskega izročila sega v Veliko Britanijo, kjer je škotski učitelj James Macpherson leta 1760 izdal zbirko Fragments  of Ancient Poetry. Nato je anglikanski škof Percy objavil dve zbirki izvirnih starih angleških pesmi: Five peaces of unic poetry in Reliques of ancient poetry.
S tujimi pobudami, ki so začele spreminjati odnos do slovstvene folklore, so se srečevali tudi slovenski razsvetljenci. Marko Pohlin je v svoji slovnici Kranjska gramatika  (1768) dal pobudo za zbiranje folklornih ljudskih pesmi. Po njegovi zaslugi je Dizma Zakotnik pripravil prvo zbirko ljudskih pesmi. Leta 1788 je Pohlin izdal prvo zbirko ugank (Kratkočasne uganke), njegov zgled pa je pripomogel k prvi zbirki slovenskih pregovorov  (Janez Mihelič), vendar so se ta izgubila. Tako je najstarejša zbirka pregovorov ohranjena v slovnici (1777) in slovarju (1779) Ožbalta Gutsmana. 

## Slovstvena folklora kot predmet preučevanja

### Inštitut za slovensko narodopisje
Leta 1947 je bil na pobudo akademika  Ivana Grafenauerja ustanovljena Komisija za slovensko narodopisje pri Slovenski akademiji znanosti in umetnosti. 3. oktobra 1951 je bil sprejet sklep, da se Komisija za slovensko narodopisje preimenuje v Inštitut za slovensko narodopisje. Njihov raziskovalni program obsega več etnoloških področij, kamor spada tudi slovstvena folklora.

### Začetki študija na univerzah
Slovstvena folklora je od leta 2002 eden od  učnih predmetov oddelka za slovenistiko na Filozofski fakulteti v Ljubljani. 
Na Univerzi v Novi Gorici so še pred ustanovitvijo univerze (leta 2002) dali predlog za vpeljavo folkloristike v študijski program slovenistike Politehnike Nova Gorica. Ob ustanovitvi, leta 2006, je slovstvena folkloristika postala eden od izbirnih predmetov v 2. letniku študija.
Poglavitno zaslugo za začetek predavanj imata na Oddelku za slovanske jezike in književnosti na Filozofski fakulteti v Mariboru Zinka Zorko, dolgoletna članica SAZU, in Jože Lipnik, dolgoletni predstavnik omenjenega oddelka. Prva predavanja za izredne študente so se začela spomladi leta 1998, v študijskem letu 1998/1999 pa so se začela predavanja v okviru izbirnega predmeta tudi za redne študente.

## Zbiralci in raziskovalci

### Tuji
André Jolles (je leta 1926 slovstveno folkloro primerjal s tremi agregatnimi stanji: jezik kot zrak, literatura kot trdna snov, slovstvena folklora kot tekočina). Istega leta je Karel Krohn  izdal delo Folkloristična delovna metoda – posvečal se je vprašanju, kako naj se raziskuje slovstveno folkloro in prikazal razlike med glasbeno in slovstveno folkloro. Vladimir Propp je v delu Morfologija pravljice zbral sto ljudskih pravljic z vsega sveta, zanimala ga je njihova notranja struktura. Estetski vidik slovstvene folklore je preučeval Jan Mukařovský v Estetskih razpravah. Folklorno izročilo so raziskovali še Roman Jakobsen, Peter Bogatyrev (delo Folklora kot poseben način ustvarjanja – zanima ju sinhroni in diahroni princip ustvarjanja), Dimitrij Sergejevič Lihačov (delo Staroruska književnost – ločil je žanrski sistem slovstvene folklore in literarni žanrski sistem).

### Slovenski
Slovenski slovstveni folklori se je ljubiteljsko ali na robu svojega siceršnjega poklicnega strokovnega in znanstvenega zanimanja posvečala vrsta posameznikov: Valentin Vodnik je zapisoval ljudske pesmi, prav tako tudi Emil Korytko in Stanko Vraz. Matevž Ravnikar Poženčan velja za prvega zapisovalca slovenskih ljudskih pravljic in pripovedk, Gašper Križnik pa za prvega zapisovalca slovenske slovstvene folklore dosledno v narečju in brez prirejanja. Matija Valjavec je zbral nekaj folklornega izročila v kajkavščini. Karel Štrekelj je zbiral ljudske pesmi in jih leta 1895 izdal v zbirki Slovenske narodne pesmi. Ivan Grafenauer je ustanovil Inštitut za slovensko narodopisje in bil član Mednarodnega društva za raziskovanje ljudskega pripovedništva. Za njim se je posvečal folkloristoki 
Milko Matičetov.
Danes se v Sloveniji s folklornim izročilom ukvarjajo Marija Stanonik, Marko Terseglav, Jurij Fikfak, Marjetka Golež, Monika Kropej, Helena Ložar Podlogar, Mirjam Mencej.